# الجونید
الجونید (به لاتین: Aljunied) یک منطقهٔ مسکونی در سنگاپور است.